# نانديني شانكار
نانديني شانكار (بالإنجليزية: Nandini Shankar)‏ هي عازفة كمان هندية، ولدت في 1993 في مومباي في الهند.